# Nilski konj
Nilski konj (lat. Hippopotamus amphibius), primjerenije vodenkonj ili vodeni konj, kljovaš je porijeklom iz Afrike. Filogenetska istraživanja upućuju na to da su vodenkonjima najbliži živući srodnici kitovi, a ne kopneni preživači i svinje.

## Opis
Tijelo mu je pokriveno tamnosmeđom, govmo golom kožom s rijetkim debelim dlakama. Hrani se uglavnom biljem i živi u čoporima. Danju pliva u vodi, a noću traga za hranom po kopnu. Rijedak je i ugrožen, te je poslije malaričnog komarca najubojitija afrička životinja jer podiže čamce pa se ljudi utope. Nilski konj jednim ugrizom može prepoloviti krokodila.

## Prehrana
Prehrambene navike nilskog konja nisu samo konzumacija biljaka, već i mesa.(National geo.)
Znanstvenici NG-a kamerama su pratili čopor, te jedinke nilskog konja, i otkrili su da noću, pogotovo kada su sušna razdoblja, nilski konji jedu strvine drugih životinja, a zabilježeno je da umjesto "oplakivanja" člana čopora, istoga zapravo jedu.

## Zanimljivosti
Nilski konj je koristan jer čisti vodene prolaze začepljene papirusom i drugim raslinjem, ali zna činiti i veliku štetu usjevima. Njegov izmet pomaže razvoj planktona kojima se hrani riba. Pod vodom može izdržati oko četiri minute, a zna i prelaziti kraće udaljenosti hodajući po dnu rijeke potpuno uronjen. Domorodci cijene njegovu mast, koju rabe kao zamjenu za loj, mast i maslac.
U Kolumbiji postoji invazivna populacija od oko 100 vodenkonja koji su se, bez prirodnih neprijatelja, razmnožili nakon bijega s imanja Pabla Escobara 1993. godine. Procjenjuje se da će ih do 2040. biti do 1500.